# Niantjila
Niantjila es una localidad y comuna del círculo de Dioila, región de Kulikoró, Malí. Su población era de 13.705 habitantes en 2009.